# 洛伦佐·阿尔维西
洛伦佐·阿尔维西 （？—）是意大利计算机科学家, 现为康奈尔大学蒂施大学教授。 他在加入康奈尔之前曾于德克萨斯大学奥斯汀分校任教，并拥有杰出教学头衔。他重点研究分布式系统和其可靠性。
阿尔维西于1987年毕业于博洛尼亚大学并获得物理一级学士，随后分别于 1994 年和 1996 年于康奈尔大学获得计算机科学硕士和博士学位。他是电气和电子工程师协会和计算机协会的会员。 